# Emona (Nessebar)
Pour les articles homonymes, voir Emona.
Emona (bulgare : Емона) est un village situé dans l'est de la Bulgarie.

## Géographie
Emona est situé dans l'est de la Bulgarie, à 433 km à l'est de la capitale Sofia et à 70 km au nord-est de la ville de Bourgas. Il fait partie de la commune de Nessebar.

## Administration
La ville d'Obzor est jumelée avec  Sermersheim (France) depuis 2003. Chaque année des voyages sont organisés entre les deux communes.

## Galerie

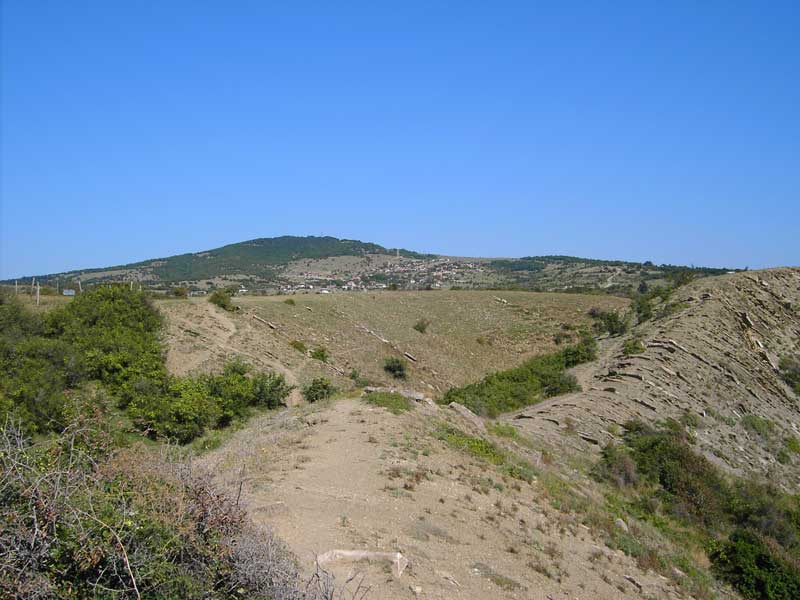
Le village vu de loin
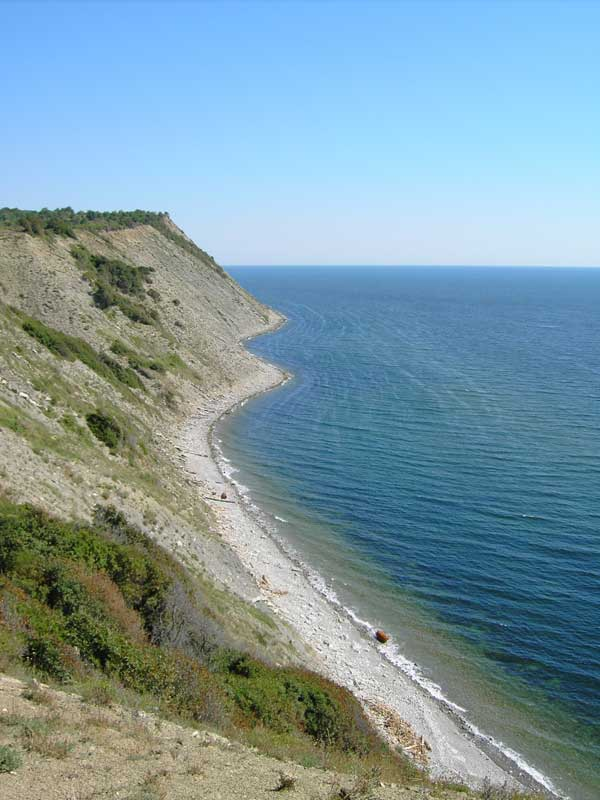
La falaises du Cap Éminé
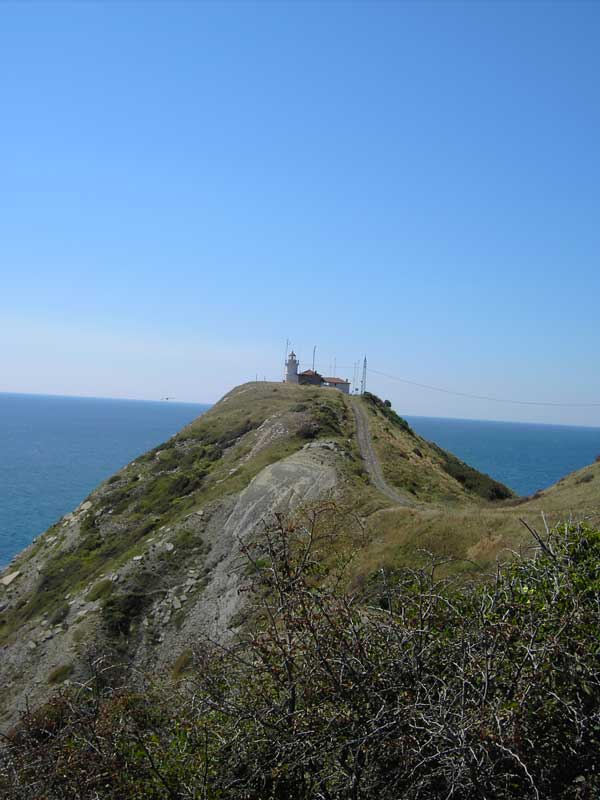
Le phare du cap Éminé